# 44ª Squadriglia
La 44ª Squadriglia del Servizio Aeronautico del Regio Esercito dall'aprile 1916 vola con aerei Caudron G.3.

## Storia

### Prima guerra mondiale
Il 15 aprile 1916 la 4ª Squadriglia per l'artiglieria Caudron G.3 di Gonars nel cambio dei nomi di tutte le squadriglie diventa 44ª Squadriglia ed il 30 aprile viene inquadrata nel V Gruppo ed il Capitano osservatore Giulio Costanzi passa il comando al Cap. osservatore Gian Mario Beltrami che dispone di 8 piloti tra cui il Sottotenente Silvio Scaroni ed altri 7 osservatori.
In estate è al servizio del Comando di Artiglieria del VII Corpo d'Armata ed al 28 settembre dispone di 10 piloti e 11 osservatori.
Nel 1916 il reparto ha svolto 402 voli di guerra, dei quali 106 osservazioni di tiro.
Il 1º gennaio 1917 dispone di 9 piloti e 8 osservatori ed in maggio arrivano dei Caudron G.4 bimotori per voli di crociera.
In ottobre il comando passa al Tenente Vito Simoncelli ed il 10 novembre la squadriglia viene sciolta per vetustà dei velivoli non adatti alla prima linea dopo aver fatto nel 1917 quasi 125 voli di guerra.

### Seconda guerra mondiale
Al 10 giugno 1940 era al Bir el Bhera (vicino a Iefren) con 8 S.M.79 nel XXXV Gruppo del 33º Stormo Bombardamento Terrestre della 5ª Squadra aerea della Regia Aeronautica.